# Brighton Rock
Brighton Rock (på svenska även utgiven som Lagt kort ligger) är en roman från 1938 av Graham Greene. Den har filmatiserats 1948 och 2010. Romanen är en thriller som utspelas i Brighton. Titeln anspelar på en sorts polkagris som sålts vid vissa kustorter, varvid det också får tjänstgöra som metafor för mänskliga karaktärsegenskaper. Ett underliggande tema i boken är en kritik mot den katolska kyrkan och dess syn på synd och moral.